# Suiza en la Copa Mundial de Fútbol de 1934
Suiza fue una de las 16 selecciones participantes en la Copa Mundial de Fútbol de Italia 1934 y esta fue su primera participación en un mundial mayor.

## Clasificación

### Grupo 6
| Pos. | País       | J | G | E | P | GF | GC | Pts |
| ---- | ---------- | - | - | - | - | -- | -- | --- |
| 1    | Rumania    | 2 | 1 | 1 | 0 | 4  | 3  | 3   |
| 2    | Suiza      | 2 | 0 | 2 | 0 | 4  | 4  | 2   |
| 3    | Yugoslavia | 2 | 0 | 1 | 1 | 3  | 4  | 1   |

| 24-9-1933 | Yugoslavia                  | 2–2     | Suiza                    | Stadion BSK, Belgrado, Yugoslavia                         |                                                           |
|           | Kragić 50' · Marjanović 61' | Reporte | Frigerio 76' · Jäggi 80' | Asistencia: 17,000 espectadores Árbitro(s): Alois Beranek | Asistencia: 17,000 espectadores Árbitro(s): Alois Beranek |

| 29-10-1933 | Suiza                                   | 2–2     | Rumania              | Wankdorf Stadion, Bern, Switzerland |                           |
| | Hufschmid 75' · Hochstrasser 80' (pen.) | Reporte | Sepi 18' · Dobay 67' | Árbitro(s): Hans Boekmann           | Árbitro(s): Hans Boekmann |
| FIFA reporta un empate 2–2. De acuerdo con algunas fuentes de la FIFA más tarde el partido fue acreditado como vicroria por 2–0 para Suiza como resultado de que en Rumania jugó Iuliu Baratky, que estaba inelegible para el partido. |                                         |         |                      |                                     |                           |

## Jugadores
Estos fueron los 22 jugadores convocados por Suiza para el torneo:

## Resultados
Suiza fue eliminado en los cuartos de final.

### Primera ronda
| 27 de mayo de 1934 | Suiza                          | 3-2     | Países Bajos         | Stadio San Siro, Milán                                  |                                                         |
|                    | Kielholz 7' 43' · Abegglen 66' | Reporte | Smit 29' · Vente 69' | Asistencia: 33 000 espectadores Árbitro(s): Ivan Eklind | Asistencia: 33 000 espectadores Árbitro(s): Ivan Eklind |

### Cuartos de final
| 31 de mayo de 1934 | Checoslovaquia                          | 3-2     | Suiza                    | Stadio Benito Mussolini, Turin                            |                                                           |
|                    | Svoboda 24' · Sobotka 49' · Nejedlý 82' | Reporte | Kielholz 18' · Jäggi 78' | Asistencia: 12 000 espectadores Árbitro(s): Alois Beranek | Asistencia: 12 000 espectadores Árbitro(s): Alois Beranek |